# Río Pizarroso
El río Pizarroso es un curso de agua del interior de la península ibérica, afluente del río Ruecas. Discurre por la provincia española de Cáceres.

## Descripción
Discurre por la provincia de Cáceres, en Extremadura. Nace en las sierras de Garciaz y fluye del norte al oeste, hasta desembocar en el río Ruecas. Aparece descrito en el decimotercer volumen del Diccionario geográfico-estadístico-histórico de España y sus posesiones de Ultramar de Pascual Madoz de la siguiente manera:

PIZARROSO: riach. de la prov. de Cáceres, part. jud. de Logrosan: nace en las sierras de Garciaz, corre de N. á O., y á cosa de 5 leg. viene á incorporarse con el ‘’Ruecas’’: es abundante de aguas en el invierno, haciéndose intransitable, y cria poca pesca y de mal gusto.
(Madoz, 1849, p. 75)

Su curso está retenido en el embalse de Sierra Brava. Las aguas del río, perteneciente a la cuenca hidrográfica del Guadiana, terminan vertidas en el océano Atlántico.